# Архитектоника
Архитектоника (от гръцки език archi, главен и tektoniké, строителство) в литературата означава съвкупността от техническите елементи, с които се изгражда дадена литературна творба и се постига единство между съдържание и форма и взаимовръзка между съставните ѝ части. Архитектониката обхваща развитието на сюжета, мястото на въвеждането на литературните герои, ролята на пейзажа, употребата на пряка и непряка реч.
Терминът „архитектоника“ е преминал от архитектурата в литературата и най-много се е използвал от руските литературоведи до 40-те години на XX век. В съвременната практика почти не може да се срещне.